# 1875 en Colombie-Britannique
Chronologie de la Colombie-Britannique
- 1871
- 1872
- 1873
- 1874
- 1875
- 1876
- 1877
- 1878
- 1879

Cette page concerne des événements qui se sont produits durant l'année 1875 dans la province canadienne de Colombie-Britannique.

## Politique
- Premier ministre : George Anthony Walkem.
- Lieutenant-gouverneur : Joseph Trutch
- Législatures : 1re puis 2e

## Événements
- 1er mars - ouverture de la quatrième session de la première législative de la Colombie-Britannique, après un an de la fermeture.
- 22 avril - la première législative de la Colombie-Britannique est dissoudre, ce qui déclenche des élections du 20 juillet.
- 20 juillet - 2e élection générale britanno-colombienne (en)

## Naissances
- 29 mars - Harry James Barber (en), député fédéral de Fraser Valley (1925-1940).